# Сеная, Марвен
Марве́н Сеная́ (фр. Marvin Senaya; род. 28 января 2001, Сен-Морис) — французский футболист, защитник клуба «Осер».

## Клубная карьера
Марвен Сеная родился в Сен-Морисе.
Сеная начал свою профессиональную карьеру в резервной команде «Страсбура» в 2019 году, а 7 мая 2021 года подписал профессиональный контракт со взрослой командой. 31 августа 2021 года Сеная на правах аренды сроком на один сезон перешёл в «Сошо». Дебютировал в профессиональном футболе в составе «Сошо» 18 сентября 2021 года в матче Лиги 2 против ФК «Париж», который закончился со счётом 2:0.
Сеная дебютировал в Лиге 1 за «Страсбур» 14 августа 2022 года в матче против «Ниццы».
17 августа 2022 года Сеная на правах аренды сроком на один сезон перешёл в «Родез».

## Семья
Сын тоголезского футболиста Яо Мавуко Сеная.